# Det afrikanske parti for Kap Verdes uafhængighed
Det afrikanske parti for Kap Verdes uafhængighed (portugisisk: Partido Africano da Independência de Cabo Verde, PAICV) er et socialdemokratisk politisk parti på Kap Verde.
Partiet kom til magten efter Kap Verdes uafhængighederklæring. De styrede landet under navnet Det afrikanske parti for Guinea-Bissau og Kap Verdes uafhængighed. Partiet blev stiftet med udgangspunkt i at Kap Verde og Guinea-Bissau skulle danne en union efter uafhængigheden fra Portugal. Partiets navn i dag stammer oprindeligt fra 1980, partiet blev dog først officielt dannet i januar 1981.

## Eksternt link
- Offisiell hjemmeside Arkiveret 16. marts 2008 hos  Wayback Machine (portugisisk)